# Rhopalomyia uniloculata
Rhopalomyia uniloculata är en tvåvingeart som beskrevs av Fedotova 1984. Rhopalomyia uniloculata ingår i släktet Rhopalomyia och familjen gallmyggor.
Artens utbredningsområde är Kazakstan. Inga underarter finns listade i Catalogue of Life.